# 리히매키

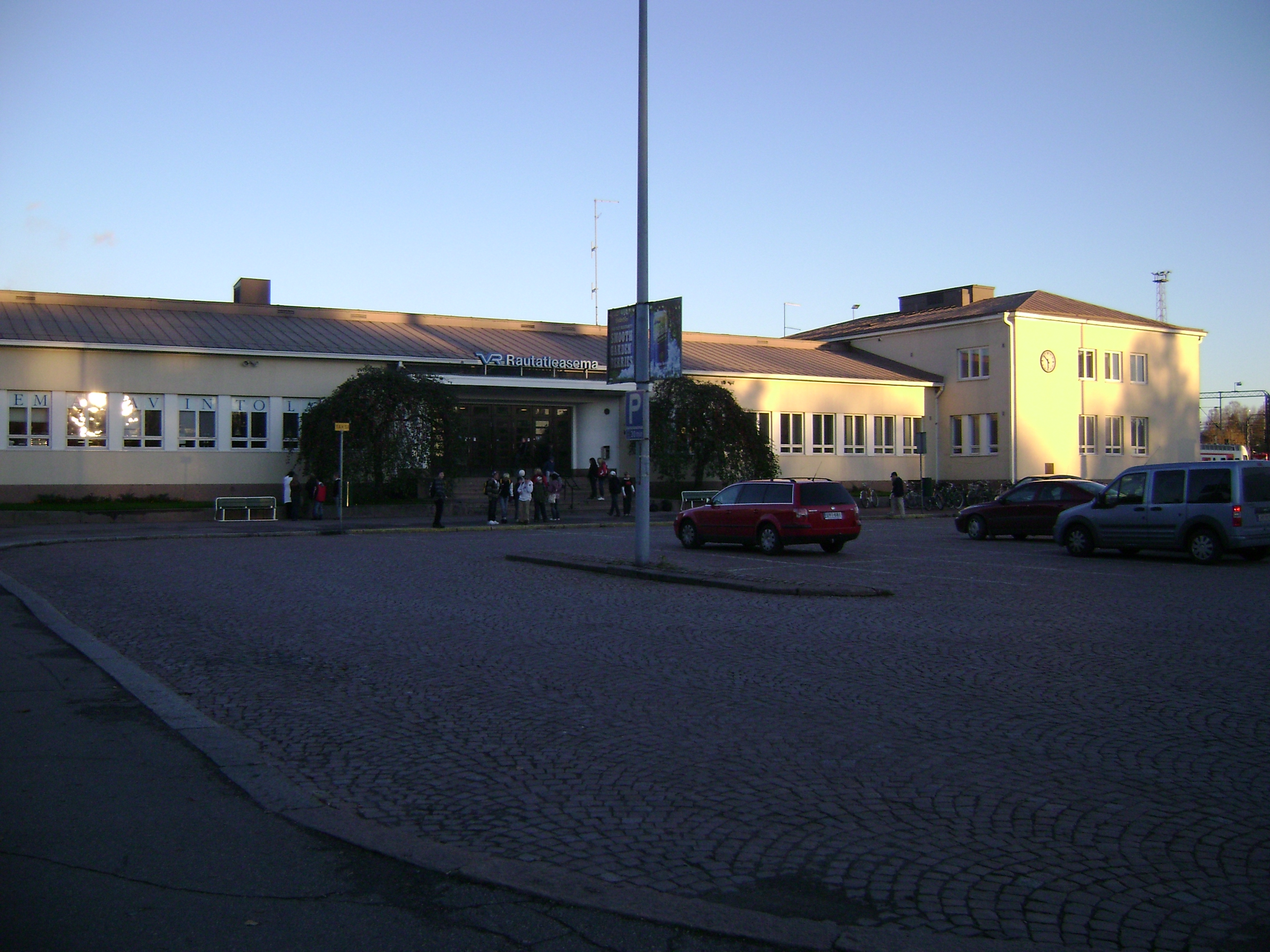
리히매키 철도역

리히매키(핀란드어: Riihimäki)는 핀란드 남부에 위치한 도시로 면적은 125.56km2, 인구는 29,340명(2015년 6월 30일 기준), 인구 밀도는 242.44명/km2이다. 행정 구역상으로는 칸타헤메 지역에 속하며 헬싱키에서 북쪽으로 69km, 탐페레에서 남동쪽으로 109km 정도 떨어진 곳에 위치한다.

시 문장